# Зигенталер, Йонас
Йонас Зигенталер (нем. Jonas Siegenthaler; 6 мая 1997, Цюрих, Швейцария) — швейцарский профессиональный хоккеист, защитник клуба НХЛ «Нью-Джерси Девилз».

## Карьера
Зигенталер дебютировал в NLA в сезоне 2013/14 за клуб «Цюрих Лайонс». 15 июля 2015 года он подписал трёхлетний контракт новичка с клубом НХЛ «Вашингтон Кэпиталз», выбравшим его на драфте НХЛ 2015 года во 2-м раунде под общим 57-м номером. Руководство «Кэпиталз» решило, что Йонас останется в «Цюрихе» в сезоне 2015/16 для дальнейшего развития на правах аренды. 16 марта 2016 года, когда срок арендного соглашения между «Цюрихом» и «Вашингтоном» подошёл к концу, Зигенталер перешёл в фарм-клуб «столичных» в АХЛ «Херши Беарс». Однако сезон 2016/17 он также провёл в «Цюрихе», с которым вылетел из плей-офф NLA в четвертьфинале, после чего, в середине марта 2017 года, вернулся в расположение «Беарс».
Зигенталера впервые вызвали на матчи НХЛ в состав «Вашингтона» 8 ноября 2018 года в связи с травмами основных защитников клуба Брукса Орпика и Джона Карлсона, на следующий день он дебютировал в лиге в матче против Коламбус Блю Джекетс. 14 декабря 2018 года он набрал свой первый балл за результативность в НХЛ, отдав голевую передачу на Александра Овечкина в матче против «Каролина Харрикейнз».
11 апреля 2021 года был обменян в «Нью-Джерси Девилз» на пик третьего раунда драфта 2021 года.

## Личная жизнь
Отец Йонаса швейцарец, а мать тайка. Он стал первым в истории известным хоккеистом с тайскими корнями, дебютировавшим в НХЛ.